# Kategoria Superiore 2010/11
De Kategoria Superiore 2010/11 was het 72ste seizoen van het Albanese nationale voetbalkampioenschap. Het was het dertiende seizoen dat de competitie de naam Kategoria Superiore droeg. Na 33 wedstrijden werd Skënderbeu Korçë landskampioen met zeven punten voorsprong op nummer twee Flamurtari Vlorë. Besa Kavajë en Elbasani degradeerden direct, terwijl Shkumbini Peqin en Dinamo Tirana zich handhaafden door de playoffs te winnen. 

## Stand
|    | Club                | WG | W  | G  | V  | DV | DT | +/− | P   |                                                |
| -- | ------------------- | -- | -- | -- | -- | -- | -- | --- | --- | ---------------------------------------------- |
| 1  | Skënderbeu Korçë    | 33 | 23 | 4  | 6  | 52 | 23 | +29 | 73  | Tweede voorronde UEFA Champions League 2011/12 |
| 2  | KS Flamurtari Vlorë | 33 | 22 | 3  | 8  | 62 | 27 | +35 | 661 | Eerste voorronde UEFA Europa League 2011/12    |
| 3  | Vllaznia Shkodër    | 33 | 17 | 8  | 8  | 41 | 27 | +14 | 59  | Eerste voorronde UEFA Europa League 2011/12    |
| 4  | Laçi                | 33 | 14 | 5  | 14 | 44 | 44 | 0   | 47  |                                                |
| 5  | SK Tirana           | 33 | 11 | 11 | 11 | 42 | 31 | +11 | 44  | Tweede voorronde UEFA Europa League 2011/122   |
| 6  | Bylis Ballsh        | 33 | 13 | 4  | 16 | 44 | 48 | −4  | 43  |                                                |
| 7  | Teuta Durrës        | 33 | 11 | 9  | 13 | 38 | 40 | −2  | 42  |                                                |
| 8  | Kastrioti Krujë     | 33 | 11 | 9  | 13 | 40 | 47 | −7  | 42  |                                                |
| 9  | Shkumbini Peqin     | 33 | 12 | 6  | 15 | 43 | 54 | −11 | 42  | Playoffs                                       |
| 10 | Dinamo Tirana       | 33 | 10 | 9  | 14 | 46 | 50 | −4  | 39  | Playoffs                                       |
| 11 | Besa Kavajë         | 33 | 10 | 9  | 14 | 35 | 47 | −12 | 39  | Degradatie naar de Kategoria e parë            |
| 12 | Elbasani            | 33 | 4  | 3  | 26 | 30 | 79 | −49 | 123 | Degradatie naar de Kategoria e parë            |

1 Flamurtari Vlorë kreeg drie minpunten vanwege het niet afmaken van een wedstrijd

2 SK Tirana won de beker van Albanië en mag daarom meedoen aan de UEFA Europa League

3 Elbasani kreeg drie minpunten vanwege het niet betalen van het salaris van voormalig speler Darko Peric

### Play-off
| Shkumbini Peqin  | 1-0 (na verlenging) | Adriatiku Mamurrasi |
| Besëlidhja Lezhë | 1-4                 | Dinamo Tirana       |

## Topscorers
| pos | Speler              | Club             | Goal |
| --- | ------------------- | ---------------- | ---- |
| 1.  | Daniel Xhafa        | Flamurtari Vlorë | 19   |
| 2.  | Pero Pejic          | SK Tirana        | 14   |
| 3.  | Brunild Pepa        | Teuta Durrës     | 13   |
| "   | Emiljano Vila       | Dinamo Tirana    | 13   |
| "   | Alfredo Rafael Sosa | Skënderbeu Korçë | 13   |
| "   | Vilfor Hysa         | KF Laçi          | 13   |
| 7.  | Vioresin Sinani     | Vllaznia Shkodër | 11   |

Nationale competities:
Albanië · Armenië · België · Bosnië en Herzegovina · Bulgarije · Cyprus · Denemarken · Duitsland · Engeland · Estland · Finland · Frankrijk · Griekenland · Hongarije · IJsland · Ierland · Israël · Italië · Kazachstan · Kroatië · Letland · Luxemburg · Montenegro · Nederland · Noorwegen · Oekraïne · Oostenrijk · Polen · Portugal · Roemenië · Rusland · San Marino · Schotland · Servië · Slovenië · Slowakije · Spanje · Tsjechië · Turkije · Zweden · Zwitserland
Europese competities: Super Cup 2011 · Champions League · Europa League
1930 · 1931 · 1932 · 1933 · 1934 · 1935 · 1936 · 1937 · 1938-44 · 1945 · 1946 · 1947 · 1948 · 1949 · 1950 · 1951 · 1952 · 1953 · 1954 · 1955 · 1956 · 1957 · 1958 · 1959 · 1960 · 1961 · 1962/63 · 1963/64 · 1964/65 · 1965/66 · 1966/67 · 1967/68 · 1968/69 · 1969/70 · 1970/71 · 1971/72 · 1972/73 · 1973/74 · 1974/75 · 1975/76 · 1976/77 · 1977/78 · 1978/79 · 1979/80 · 1980/81 · 1981/82 · 1982/83 · 1983/84 · 1984/85 · 1985/86 · 1986/87 · 1987/88 · 1988/89 · 1989/90 · 1990/91 · 1991/92 · 1992/93 · 1993/94 · 1994/95 · 1995/96 · 1996/97 · 1997/98 · 1998/99 · 1999/00 · 2000/01 · 2001/02 · 2002/03 · 2003/04 · 2004/05 · 2005/06 · 2006/07 · 2007/08 · 2008/09 · 2009/10 · 2010/11 · 2011/12 · 2012/13 · 2013/14 · 2014/15 · 2015/16 · 2016/17 · 2017/18 · 2018/19 · 2019/20 · 2020/21 · 2021/22 · 2022/23